# Copolymère
Un copolymère  est un polymère issu de la copolymérisation d'au moins deux types de monomère, chimiquement différents, appelés comonomères. Il est donc formé d'au moins deux motifs de répétition. Le terme copolymère s'oppose à homopolymère.
L'intérêt des copolymères se trouve dans leurs propriétés physico-chimiques et mécaniques qui sont intermédiaires avec celles obtenues sur les homopolymères correspondants.
Les copolymères à enchaînement aléatoire, alterné et statistique sont des matériaux homogènes. Il en est différemment avec les copolymères séquencés (nommés aussi copolymères blocs) : du fait de leur structure hétérogène, il est possible d'observer au moins deux températures de transition vitreuse (notée Tv, ou Tg en anglais).

## Classification
Les copolymères obtenus par la copolymérisation de deux monomères sont appelés quelquefois des bipolymères, ceux obtenus à partir de trois monomères terpolymères, ceux obtenus à partir de quatre monomères quaterpolymères, etc..
Suivant la manière dont les motifs de répétition sont répartis dans les chaînes macromoléculaires, les copolymères peuvent être classés en deux familles.

### Copolymères à structure homogène
Ces copolymères comportent une seule phase amorphe et ne forment donc pas de microstructures. Ils présentent une seule Tv ou Tg, qui est intermédiaire à celle relevée avec chacun des homopolymères correspondants. Ce type de copolymère peut être :
- aléatoire : constitué de macromolécules dans lesquelles la probabilité de trouver une unité monomère donnée en un point donné de la chaîne est indépendante de la nature des unités adjacentes :

-A-A-B-B-A-A-A-B-A-A-B-B-A-B-A-A-A-B-A-A-A-B-B- ;
- périodique : constitué de macromolécules comprenant plus de deux espèces d’unités monomères dans un ordre séquentiel régulier. Les copolymères périodiques les plus connus sont les copolymères alternés. Ce type de copolymère est constitué de macromolécules comportant deux sortes d’unités monomères distribuées en alternance :

-A-B-A-B-A-B-A-B-A-B-, ou (-A-B-)n ;
- statistique : constitué de macromolécules dans lesquelles la distribution des unités monomères obéit à des lois statistiques connues.

### Copolymères à structure hétérogène
Ces copolymères sont issus du greffage sur un homopolymère ou du rayonnement d'un homopolymère, de chaînes d'au moins un autre homopolymère. Ces copolymères comportent au moins deux phases amorphes ou cristallines et forment donc des microstructures. Il est possible d'observer au moins deux Tg, identiques à celles mesurées sur les homopolymères correspondants. On distingue les copolymères :
- à blocs : constitué de blocs de différentes compositions connectés entre eux en séquences linéaires :

-A-A-A-A-A-A-A-B-B-B-B-B-B-B-A-A-A-A-A-A-A-B-B-... ;
- à greffons : un copolymère greffé est constitué de blocs connectés latéralement à la chaîne principale et dont la composition est différente de celle-ci :

-A-A-A-A-A-A-A-A-A-A-A-A-A-A-A-A-A-A-A-.
|
B-B-B-B-B-B-B

## Exemples

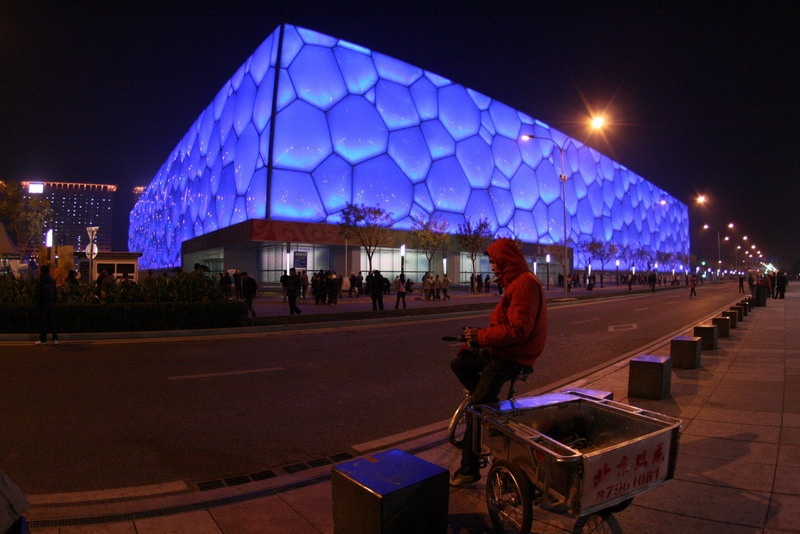
Le centre national de natation de Pékin est un exemple de construction utilisant un copolymère. Ses minces panneaux extérieurs, solides et ininflammables, sont en ETFE.

Les copolymères sont très nombreux et sont largement utilisés dans l'industrie ainsi que dans la vie de tous les jours. Ils se répartissent parmi :
- les polymères thermoplastiques : PEBDL (ou sigle LLDPE en anglais)[6] (de la famille des polyoléfines) ; polystyrène choc (SB) (copolymère séquencé styrène-butadiène), EVA (éthylène/acétate de vinyle), ABS, SAN, ETFE (copolymère alterné éthylène/tétrafluoroéthylène), perfluoroalkoxy (Téflon-PFA) ;
- les élastomères : SBR (contient majoritairement du butadiène), NBR, « caoutchouc butyle » (IIR), EPM (copolymère aléatoire), EPDM ;
- les élastomères thermoplastiques (TPE) : SBS, SEBS, TPE-U (base uréthane), TPE-E (base ester), PEBA (ou polyéther bloc amide, base éther-amide) qui est obtenu par polycondensation d’un polyamide à terminaison carboxyle (PA6, PA11, PA12) avec un polyéther à terminaison hydroxyle (PTMG, PEG).